# 艾尔莎·莫兰黛

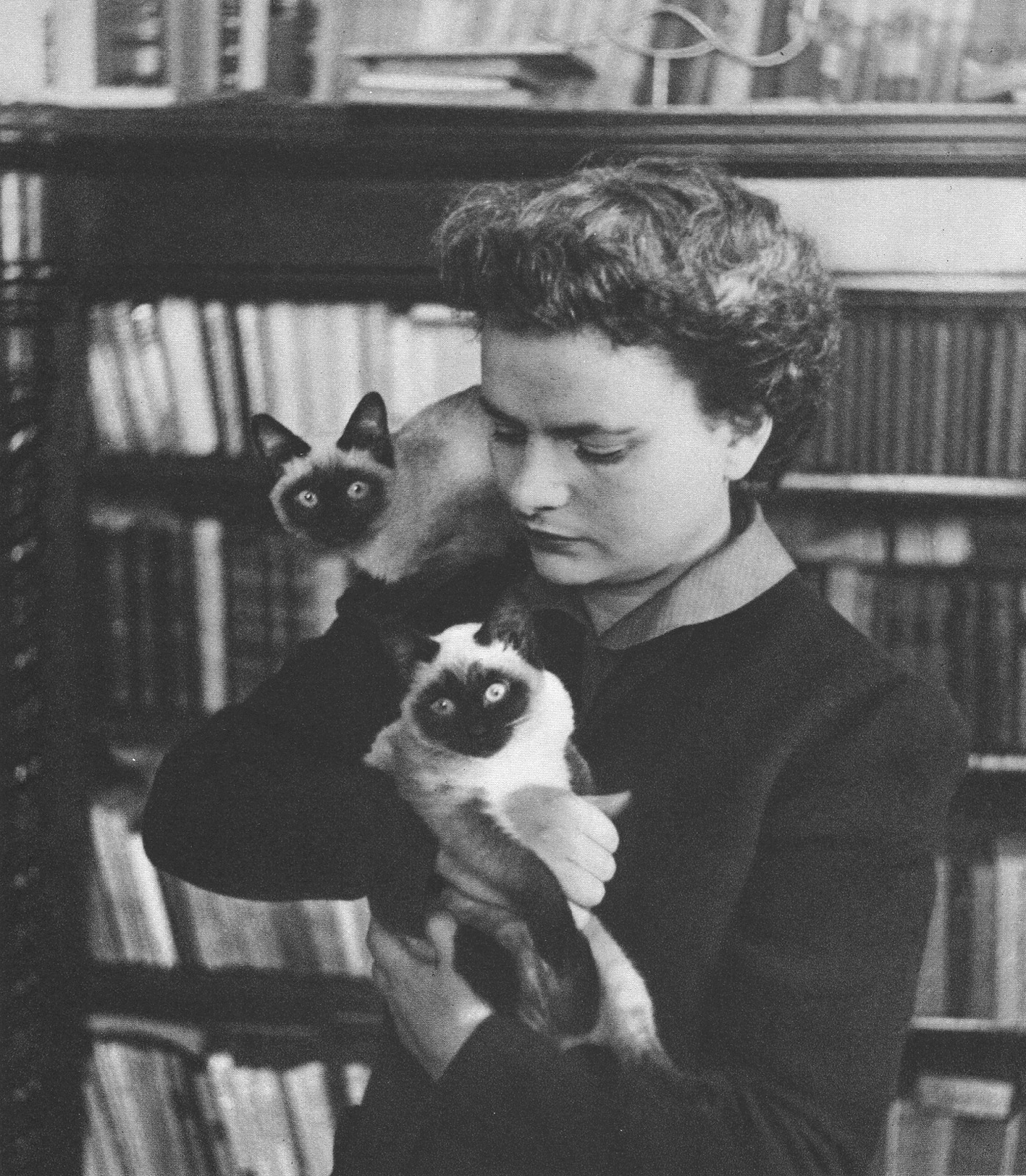

艾尔莎·莫兰黛（Elsa Morante，1912年—1985年），意大利女作家。

## 簡介
艾尔莎·莫兰黛1912年生於意大利首都罗马的一个知识家庭．1941年29岁的莫兰黛和意大利文豪莫拉维亚结婚。但在1966年倆人分居，她在1985年過世。

## 主要作品
- 1948年：《谎言与占卜》
- 1959年：《亚瑟岛》
- 1974年：《歷史》（La Storia）
- 1982年：《阿拉切利》